# 볼프제그 철

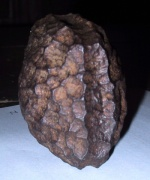
볼프제그 철의 모습.

볼프세그 철은 1885년 오스트리아 볼프제그암하우스루크에서 제3기 갈탄에 묻혀 발견된 입방체 모양의 작은 철덩어리이다. 무게는 785g, 크기는 67 X 67 X 47mm이다. 사면은 거의 평면이며, 나머지 두 평면은 볼록하다. 중간에 상당히 깊은 홈이 물체의 면을 죽 이으며 새겨져 있다.